# 意识形态符号
这是世界各地政党和团体使用的符号和标签列表。 一些符号与世界范围内的意识形态或运动相关联，并被支持该意识形态的许多政党使用。其他则因国家/地区而异。

## 颜色

### 全世界
- 黑色 – 无政府主义，黑人民族主义（英语：Black nationalism），阿拉伯民族主义，伊斯兰主义，海盜黨
- 藍色 – 保守主义，錫安主義，男权运动，親歐洲主義，美國自由主義
- 褐色 – 纳粹主义，法西斯主义
- 金色 – 资本主义，右派自由意志主義, 古典自由主义
- 綠色 – 环境保护主义，伊斯兰主义，资本主义，农业主义，綠色無政府主義，綠色政治，無政府原始主義，利己无政府主义，黑人民族主义（英语：Black nationalism），阿拉伯民族主义
- 灰色 – 無黨籍
- 薰衣草色 – LGBT權利運動，跨性別人士權益運動
- 洋紅色 – 中间主义
- 橙色 – 基督教民主主義，民粹主義，互助論，古典自由主义
- 粉红色 – 女性主義，LGBT權利運動，跨性別人士權益運動
- 紫色 – 君主主義，保皇派
- 红色 – 民主社会主义，社会主义，共产主义，社會民主主義，錫安主義，阿拉伯民族主义，美國保守主義
- 藏紅色 – 印度民族主义（英语：Hindu nationalism）
- 白色 – 君主主義，和平主義，白人民族主義，錫安主義，阿拉伯民族主义，反共主義，無黨籍
- 黄色 – 自由主义，右派自由意志主義

### 澳大利亚
- 蓝色 – 澳大利亚自由党
- 红色 – 澳洲工黨
- 绿色 – 澳大利亚绿党
- 绿色和黄色 – 澳大利亞國家黨

### 孟加拉国
- 藍色，红色和綠色 – 孟加拉國民族主義黨
- 蕨绿色 – 孟加拉国伊斯兰大会
- 綠色 – 孟加拉国人民联盟
- 黄色 – 民族党 (艾尔沙德)

### 加拿大
- 藍色 – 加拿大保守黨[1]
- 綠色 – 加拿大綠黨[2]
- 浅蓝色 – 魁人政團
- 橙色 – 新民主党[3]
- 红色 – 加拿大自由党[4]
- 紫色 - 加拿大人民黨[5]

### 印度
- 藍色 – Bahujan Samaj Party（英语：Bahujan Samaj Party）
- 藍色 – 米佐民族阵线（英语：Mizo National Front）
- 藍色，红色和綠色 – Lok Janshakti Party（英语：Lok Janshakti Party）
- 藍色，白色和綠色 – Yuvajana Sramika Rythu Congress Party（英语：YSRCP）
- 綠色 – 全印草根大会
- 綠色 – Biju Janata Dal（英语：Biju Janata Dal）
- 綠色 – Aam Aadmi Party
- 綠色 – 全印度安納達羅毗荼進步聯盟
- 綠色 – All India Majlis-e-Ittehadul Muslimeen（英语：All India Majlis-e-Ittehadul Muslimeen），Janata Dal (Secular)（英语：Janata Dal (Secular)）
- 綠色 – 賈坎德解放陣線
- 綠色 – 国家人民党（英语：National People's Party (India)）[6]
- 綠色和黄色 – Rashtriya Loktantrik Party（英语：Rashtriya Loktantrik Party）
- 玉米色（英语：Maize (color)）和綠色 – Indigenous People's Front of Tripura（英语：Indigenous People's Front of Tripura）
- 藏青色和橙色 – Shiromani Akali Dal（英语：Shiromani Akali Dal）
- 天藍色 – 国民大会党（英语：Nationalist Congress Party）
- 粉红色 – Janta Congress Chhattisgarh（英语：Janta Congress Chhattisgarh）, Telangana Rashtra Samithi（英语：Telangana Rashtra Samithi）
- 红色 – 全印前进同盟，印度共产党，印度共产党（马克思主义），左翼阵线 (西孟加拉)，革命社会党
- 红色 – Sikkim Krantikari Morcha（英语：Sikkim Krantikari Morcha）
- 红色和黑色 – 达罗毗荼进步联盟
- 红色和綠色 – Samajwadi Party（英语：Samajwadi Party）
- 红色和白色 – Nationalist Democratic Progressive Party（英语：Nationalist Democratic Progressive Party）
- 藏紅色和綠色 – 印度人民党
- 天空藍 – 印度国民大会党
- 白色 – 其他政党和独立人士
- 黄色 – 泰盧固之鄉黨
- 黄色和綠色 – Jannayak Janta Party（英语：Jannayak Janta Party）

### 爱尔兰
- 藍色 – 爱尔兰统一党
- 深绿色（英语：Dark green） – 新芬黨
- 綠色 – 共和黨
- 綠色和金色 – 綠黨
- 栗色 – 团结－人民先于利润
- 紫色 – 社会民主党（英语：Social Democrats (Ireland)）
- 红色 – 工党

### 荷兰
- 栗色 – 民主论坛
- 红色，白色和藍色 – 自由黨
- 藏青色和红色 – 正确答案2021
- 綠色 – 农民-公民运动
- 橙色 – 改革党（英语：Reformed Political Party）
- 橙色和藍色 – 自由民主人民黨
- 綠色 – 基督教民主呼籲
- 天藍色和藏青色 – 基督教聯盟
- 綠松色 – DENK（英语：DENK (political party)）
- 紫色 – Volt（英语：Volt Netherlands）
- 綠色 – 民主66
- 红色 – 工黨
- 綠色和红色 – 绿色左派
- 綠色 – 爱护动物党
- 红色 – 社會黨
- 黑色和黄色 – BIJ1（英语：BIJ1）

### 葡萄牙
- 红色（官方）和粉红色（习惯） – 社會黨
- 橙色 – 社會民主黨
- 红色（官方）和栗色（习惯） - 左翼集團
- 红色 – 葡萄牙共產黨
- 天空藍 – CDS－人民党
- 藍綠色 – 人民－动物－自然
- 綠色 – 生态主义党“绿党”
- 深蓝色（英语：Dark blue (color)） – 够了！
- 天空藍 – 自由倡议
- 红色 – 葡萄牙工人共产党/无产阶级党重组运动
- 藍色 – 人民君主党（英语：People's Monarchist Party (Portugal)）
- 綠色 – 地球党（英语：Earth Party）
- 綠色 – 一起为人民（英语：Together for the People）

### 瑞典
- 藍色 – 溫和聯合黨
- 藍色和白色 – 基督教民主黨
- 藍色和白色 – 自由黨
- 綠色 – 中間黨
- 綠色 – 綠色環境黨
- 橙色和藍色 – 聯盟
- 粉红色 – 女性主义倡议
- 紫色 – 海盗党
- 红色 – 左翼党
- 红色 – 瑞典社会民主工人党
- 红色和綠色 – 紅綠聯盟
- 黄色和藍色 – 瑞典民主黨

### 英国
- 藍色 – 保守黨
- 綠色 – 英格兰和威尔士绿党
- 綠色和黄色 – 威爾斯黨
- 橙色 – 自由民主党
- 紫色和黄色 – 英國獨立黨
- 红色 – 工党
- 红色，白色和藍色 – 民主统一党
- 綠松色和白色 – 英国改革党
- 黄色和黑色 – 苏格兰民族党
- 橙色 - 突破党（英语：Breakthrough Party）

### 美国
- 藍色 – 民主党
- 藍色和浅黄色（英语：Buff (colour)） – 輝格黨
- 金色带深灰色，有时带深蓝色或紫色 – 自由意志黨
- 綠色 – 美国绿党
- 橙色 – 美國團結黨（基督教民主主義），现代辉格党
- 紫色 – 政治混合或温和的地区；憲法黨，美国退伍军人党
- 红色 – 共和黨
- 藍綠色和白色 – 正义党（英语：Justice Party (United States)）
- 白色或灰色 – 老年，妇女的投票权[7]，第三方（绿党除外）、独立候选人和选民

## 标志

### 全世界
- a³（小写a，立方） – 无神主义（英语：Agorism）
- 巴风特 - 圣殿骑士团
- 蜂巢 - 合作社
- 飞行中的鸟 – 古典自由主义，右派自由意志主義
- 黑旗 – 无政府主义
- 黑帆 – 海盜黨
- 熊 – 普京主義，俄罗斯保守主义
- 黑太阳 – 新納粹主義，白人民族主義
- 康乃馨 – 社會民主主義和民主社会主义
- 猫, 野猫（英语：wildcat） – 工人集体主义，世界产业工人的象征；乔治主义
- 凯尔特十字 – 白人民族主義, 新納粹主義，愛爾蘭民族主義
- 基督教十字架 – 基督教
- 圈儿A – 无政府主义
- 洛林十字 – 戴高樂主義
- 皇冠 – 君主主義
- 鸽子（英语：Doves as symbols） – 爱与/或和平（经常用于和平主義团体）
- 鵰 – 民族主義，愛國主義，保守主义
- 束棒 – 法西斯主义
- 拳头和玫瑰（英语：Fist and rose） — 社会主义和社會民主主義
- 四葉草 – 农业主义
- 地球儀 – 全球主義，新自由主義
- 鐮刀錘頭 – 马克思列宁主义和共产主义
- 灯泡 – 埃爾多安主義，土耳其保守主义（英语：Turkish conservatism），新奥斯曼主义
- 北歐十字 – 北欧模式 社會民主主義
- 和平符号 – 和平，和平主義，核裁军
- 罌粟花 - 國殤紀念日，第一次世界大战和第二次世界大战
- 彩虹或彩虹旗 – 各地LGBT權利
- 举起拳头（英语：Raised fist） – 团结，工团主义, 抵抗，共产主义，激进主义（英语：radical politics）
- 红旗 – 社会主义或共产主义
- 紅星 – 社会主义，马克思主义或共产主义
- 玫瑰 – 社會民主主義和民主社会主义
- 盧恩字母 –盧恩字母表的各种字母 - 特别是Algiz（英语：Algiz），Eihwaz（英语：Eihwaz），Odal（英语：Odal (rune)），Sowilō（英语：Sowilō）和Tiwaz（英语：Tiwaz (rune)） - 已被二战后的各种新納粹主義和白人優越主義团体使用
- 六支箭（英语：The Six Arrows） – 凱末爾主義
- 微笑的太阳（英语：Smiling Sun） – 反核運動
- 大衛星 - 錫安主義
- 向日葵 – 綠色政治
- 卍 – 纳粹主义，法西斯主义，新納粹主義；印度教、耆那教或佛教神学（原始用途）
- 御座，劍和祭壇 - 保守主义
- 三支箭（英语：Three Arrows） – 20世纪中叶欧洲社會民主主義； 箭头代表反法西斯主義，反共主義和反君主制（英语：anti-monarchism）
- 火炬 – 右派自由意志主義，保守主义，愛國主義, 古典自由主义
- 颠倒的皇冠 - 共和主义，反君主制（英语：anti-monarchism）
- 金星符号（英语：Venus symbol） – 女性主義
- 金星符号（英语：Venus symbol）和举起拳头（英语：raised fist）组合 – 基進女性主義
- V字手势 – 自愿主义，和平，胜利
- 計重秤 – 法律、正义

### 孟加拉国
- 艇 – 孟加拉国人民联盟

### 巴西
- 紅星 – 勞工黨
- 玫瑰（英语：Rose (symbolism)） — 民主工党
- 巨嘴鳥 – 巴西社会民主党

### 柬埔寨
- Devata（英语：Devata） – 柬埔寨人民黨

### 加拿大
- 红色楓葉 — 加拿大自由党
- 字母 C 内的红色枫叶 — 加拿大保守黨
- 橙色枫叶 — 新民主党

### 哥伦比亚
- 字母C – 哥伦比亚保守党
- 字母L – 哥伦比亚自由党
- 字母U – 民族团结社会党（“U党”）

### 丹麦
- 字母A – 社会民主党
- 字母B – 丹麥社會自由黨
- 字母C – 保守人民党
- 字母F – 社會主義人民黨
- 字母I – 自由聯盟
- 字母K – 基督教民主党（英语：Christian Democrats (Denmark)）
- 字母N – 反歐盟人民運動
- 字母O – 丹麥人民黨
- 字母Ø – 团结名单－红绿联盟
- 字母V – 丹麥自由黨

### 印度
- Ard（英语：Ard (plough)） – Bodoland People's Front（英语：Bodoland People's Front） (贾坎德邦)
- 箭 – Janata Dal (United)（英语：Janata Dal (United)） (比哈尔邦，贾坎德邦，卡纳塔克邦，那加兰邦)
- 香蕉 – All Jharkhand Students Union（英语：All Jharkhand Students Union） (贾坎德邦)
- 自行車 – Jammu and Kashmir National Panthers Party（英语：Jammu and Kashmir National Panthers Party） (查谟和克什米尔 (中央直辖区)), Samajwadi Party（英语：Samajwadi Party） (北方邦), Telugu Desam Party（英语：Telugu Desam Party） (安得拉邦)
- 图书 – National People's Party（英语：National People's Party (India)）
- Bow and Arrow（英语：Bow and Arrow） – 賈坎德解放陣線 (贾坎德邦), 湿婆军 (马哈拉施特拉邦)
- 帚 – Aam Aadmi Party
- Bungalow – Lok Janshakti Party（英语：Lok Janshakti Party） (比哈尔邦)
- 蜡烛 – People's Democratic Front（英语：People's Democratic Front (Meghalaya)） (梅加拉亚邦)
- 汽车 – Telangana Rashtra Samithi（英语：Telangana Rashtra Samithi）
- 吊扇 – Rashtriya Lok Samta Party（英语：Rashtriya Lok Samta Party） (比哈尔邦), YSR Congress Party（英语：YSR Congress Party） (安得拉邦，特伦甘纳邦)
- 時鐘 – Nationalist Congress Party（英语：Nationalist Congress Party）
- 椰 – Goa Forward Party（英语：Goa Forward Party） (果阿邦)
- 螺類 – Biju Janata Dal（英语：Biju Janata Dal） (奥迪沙邦)
- 皇冠 – People's Democratic Alliance（英语：People's Democratic Alliance (Manipur)） (梅加拉亚邦)
- 那加剑 – Indigenous People's Front of Tripura（英语：Indigenous People's Front of Tripura） (特里普拉邦)
- 鼓  – United Democratic Party (Meghalaya)（英语：United Democratic Party (Meghalaya)） (梅加拉亚邦)
- 玉米穗和镰刀 – 印度共产党
- 象 – Asom Gana Parishad（英语：Asom Gana Parishad） (阿萨姆邦), Bahujan Samaj Party（英语：Bahujan Samaj Party） (with the exception of the states of 阿萨姆邦和锡金邦 where certain state parties use the elephant)
- 五角星（英语：Five-pointed star） – Mizo National Front（英语：Mizo National Front） (米佐拉姆邦)
- Farmer ploughing (within square farm) – Janta Congress Chhattisgarh（英语：Janta Congress Chhattisgarh） (恰蒂斯加尔邦)
- Flowers and grass – 全印草根大会
- 眼鏡 – Indian National Lok Dal（英语：Indian National Lok Dal） (哈里亚纳邦)
- 地球儀 – Nationalist Democratic Progressive Party（英语：Nationalist Democratic Progressive Party） (那加兰邦)
- 鐮刀錘頭 – 印度共产党
- 槌，镰刀和恒星 – 印度共产党（马克思主义）
- Hand pump（英语：Hand pump） – Rashtriya Lok Dal（英语：Rashtriya Lok Dal） (北方邦)
- 煤油燈 – Rashtriya Janata Dal（英语：Rashtriya Janata Dal） (比哈尔邦，贾坎德邦)
- 墨水瓶和鋼筆 – People's Democratic Party（英语：Jammu and Kashmir People's Democratic Party） (查谟和克什米尔 (中央直辖区))
- 水罐 – All India N.R. Congress（英语：All India N.R. Congress） (本地治里)
- 锁 – Jannayak Janta Party（英语：Jannayak Janta Party） (哈里亚纳邦)
- 白熾燈 – Mizoram People's Conference（英语：Mizoram People's Conference） (米佐拉姆邦)
- 鐵路機車 – Maharashtra Navnirman Sena（英语：Maharashtra Navnirman Sena） (马哈拉施特拉邦)
- 玉米 – People's Party of Arunachal（英语：People's Party of Arunachal） (阿鲁纳恰尔邦)
- 芒果 – Pattali Makkal Katchi（英语：Pattali Makkal Katchi） (本地治里)
- 风筝 – People's Party of Punjab（英语：People's Party of Punjab） (旁遮普邦), All India Majlis-e-Ittehadul Muslimeen（英语：All India Majlis-e-Ittehadul Muslimeen） (特伦甘纳邦)
- 摺梯 – Muslim League（英语：Indian Union Muslim League） (喀拉拉邦)
- Lady farmer carrying 稻 on her head – Janata Dal (Secular)（英语：Janata Dal (Secular)） (阿鲁纳恰尔邦，卡纳塔克邦，喀拉拉邦)
- 狮 – 全印前进同盟 (西孟加拉邦), Hill State People's Democratic Party（英语：Hill State People's Democratic Party） (梅加拉亚邦), Maharashtrawadi Gomantak Party（英语：Maharashtrawadi Gomantak Party） (果阿邦)
- 锁 –  All India United Democratic Front（英语：All India United Democratic Front） (阿萨姆邦)
- 莲属 – 印度人民党
- Nagara（英语：Nagara (drum)） – Desiya Murpokku Dravida Kazhagam（英语：Desiya Murpokku Dravida Kazhagam） (泰米尔纳德邦)
- 手 – 印度国民大会党
- 犁 – Jammu & Kashmir National Conference（英语：Jammu & Kashmir National Conference） (查谟和克什米尔 (中央直辖区))
- 鸡 – Naga People's Front（英语：Naga People's Front） (曼尼普尔邦，那加兰邦)
- 圓鍬 and ashpan rake（英语：Fire iron） – 革命社会党 (印度) (喀拉拉邦，西孟加拉邦)
- 眼鏡 – Indian National Lok Dal（英语：Indian National Lok Dal） (哈里亚纳邦)
- 日出 – 达罗毗荼进步联盟 (泰米尔纳德邦)
- 无光芒太阳 – Zoram Nationalist Party（英语：Zoram Nationalist Party） (米佐拉姆邦)
- 燈具 – Sikkim Krantikari Morcha（英语：Sikkim Krantikari Morcha） (锡金邦)
- 电话 – Himachal Vikas Congress（英语：Himachal Vikas Congress） (喜马偕尔邦)
- 双叶 – 全印度安納達羅毗荼進步聯盟 (泰米尔纳德邦), Kerala Congress (M)（英语：Kerala Congress (M)） (喀拉拉邦)
- 傘 – Sikkim Democratic Front（英语：Sikkim Democratic Front） (锡金邦)
- 水壶 – Rashtriya Loktantrik Party（英语：Rashtriya Loktantrik Party） (拉贾斯坦邦)
- 計重秤 – Shiromani Akali Dal（英语：Shiromani Akali Dal） (旁遮普邦)

### 尼泊尔
| - 計重秤 - Sajha Party - 公共汽車 - 尼泊尔联邦社会党 - 廓爾喀刀 - Sanghiya Loktantrik Rastriya Manch - Madal - 尼泊尔工农党 | - 犁 - Rastriya Prajatantra Party - 微笑圖示 - Bibeksheel Nepali Dal - 太阳 - 尼泊尔共产党 (2018年) | - 树 - 尼泊尔大会党 - Tumbler - 全国人民阵线 - 傘 - 尼泊尔社会主义人民党 |

### 荷兰
- 古希臘神廟 – 民主论坛
- 海鸥（英语：Seagull） – 自由黨
- 红玫瑰 – 工黨
- 番茄 – 社會黨

### 巴基斯坦
- 箭 – 巴基斯坦人民党
- 計重秤 – Jamaat-e-Islami Pakistan（英语：Jamaat-e-Islami Pakistan） (JI)
- 图书 – Jamiat Ulema-e-Islam（英语：Jamiat Ulema-e-Islam） (JUI)
- 板球球棒 – 巴基斯坦正義運動
- 风筝 – Muttahida Qaumi Movement（英语：Muttahida Qaumi Movement – Pakistan） (MQM)
- 灯笼 - 人民民族党 (ANP)
- 向日葵 – 巴基斯坦绿党（英语：Green Party of Pakistan）
- 虎 – 巴基斯坦穆斯林联盟（谢里夫派）[8]

### 斯洛伐克
- 基督教十字架 – 基督教民主运动
- 蓝色立方體 – 斯洛伐克民主與基督教聯盟－民主黨
- 飞行中的鸠鸽 – 自由论坛（英语：Free Forum）
- 鵰 – 斯洛伐克民族黨
- 紅星 – 斯洛伐克共产党－91
- 字母S – 人民黨－民主斯洛伐克運動
- 鹳 – 基督教民主運動

### 瑞典
- 黑帆 – 海盗党
- 矢車菊 – 自由黨（2016年之前）
- 蒲公英 – 綠色環境黨
- 四葉草 – 中間黨
- 獐耳细辛属 – 瑞典民主黨
- 字母L – 自由黨
- 字母M – 溫和聯合黨
- 红色康乃馨 – 左翼党
- 红玫瑰 – 瑞典社会民主工人党
- 木海葵（英语：Anemone nemorosa） – 基督教民主黨（2017年之前）

### 英国
- 蜜蜂 - 合作黨
- 地球和向日葵花瓣 – 英格兰和威尔士绿党
- 狮鹫 – 自由意志党（英语：Libertarian Party (UK)）
- 自由鸟[9] – 自由民主党
- 狮 – 民主统一党，Britain First（英语：Britain First），英國獨立黨（2017-2018），年轻保守派（英语：Young Conservatives (UK)）[10]
- 英镑符号 – 英國獨立黨（1993–2017）
- 红色房子 - Aspire (political party)（英语：Aspire (political party)）
- 红色玫瑰 – 工党
- 圣安得烈十字 – 苏格兰民族党和苏格兰保守党
- 涂鸦橡树[11][12] – 保守黨
- 鏟子 - 工党（至1983年）
- 程式化的P形旗帜 – 海盗党英国（英语：Pirate Party UK）
- 向日葵 – 苏格兰绿党
- 火炬 – 工党（1920年代至1983年）和保守党（1980年代至2006年）的前标志。[11]
- 联合杰克旗 – 用于阿爾斯特統一黨，民主统一党，英國國家黨，保守党（传统）等的标志
- 紅龍 (威爾斯) – 威爾斯黨的前标志；战后保守党标志上还出现了蓟、水仙花和三叶草叶子
- 威尔士罂粟（英语：Papaver cambricum）[13] – 威爾斯黨
- 約克白玫瑰 – 约克党（英语：Yorkshire Party）标志，整个约克郡的象征

### 美国
- 亚伯拉罕·林肯 – 共和党，用于美国的一些纸质选票；也用作筹款标志（例如许多州的党年度“林肯晚宴”）。 由于林肯对原始辉格党的忠诚，也被现代辉格党使用。
- 熊 – 加利福尼亚民族党
- 本傑明·富蘭克林 – 民主党，用于美国的一些纸质选票
- 鸟 – 民主党进步派的非官方象征
- 黑白帽徽（英语：cockade） - 聯邦黨
- 驴 – 民主党
- 鵰 – 共和党（用于纽约州的选票）；宪法党，美国党（英语：American Party (1969)）
- 象 – 共和党
- 大鵰鴞 – 现代辉格党
- 正义女神 – 正义党（英语：Justice Party (United States)）
- 狮 – 民族党（英语：National Party (United States)）
- 分鐘人和四面楚歌的农民是美国爱国者党的标志（2003 年至今）
- 駝鹿 – 佛蒙特进步党；自1912年以来也用于进步党
- 黑豹 – 黑豹党
- 鹈鹕 – 美國團結黨。[14] 用于与基督教民主主義相关联。
- 企鵝- 在某些州用作自由意志党象征
- 豪豬-用作新罕布什尔州和自由意志党和一般自由主义思想和运动的象征
- 浣熊 – 辉格党[15]
- 響尾蛇 – 有时用于德克萨斯州现代辉格党分支机构的标志。
- 红色玫瑰 – 美国民主社会主义者
- 红色、白色和蓝色帽徽 - 民主共和黨
- 星星 – 民主党（用于纽约州的选票）
- 自由女神像 – 自由意志党。也是国家的象征
- 向日葵 – 美国绿党；也是1936年堪萨斯州的共和党总统候选人阿尔夫·兰登的标志
- 托马斯·杰斐逊和安德鲁·杰克逊 – 民主党 – 用作筹款标志（例如许多州的党年度“杰斐逊 - 杰克逊晚宴”）
- 虎 – 前纽约民主党和控制它超过一个半世纪的政治机构坦慕尼协会
- 火炬 – 纽约保守党；自由意志党
- 扎卡里·泰勒 – 在极少数情况下，现代辉格党使用身着军装的美国第12任总统扎卡里·泰勒的肖像来展示他们作为旧辉格党的传统以及他们与退伍军人的联系。